# Chosen Lords
Chosen Lords - сборник композиций британского электронного музыканта Ричарда Дэвида Джеймса, выпущенный под псевдонимом AFX и Aphex Twin 10 апреля 2006 года на лейбле Rephlex Records. Сборник был выпущен на CD дисках и включает в себя песни из серии альбомов Analord, выходивших ранее исключительно на виниловых пластинках
Восемь из десяти песен в альбоме под псевдонимом AFX, но только Fenix Funk 5 и XMD 5a были выпущенные под псевдонимом Aphex Twin

## Критический приём
На Metacritic сборник получил 81 балл из 100 возможных, на основе 19 обзоров
Сайт Allmusic оценил альбом на 4,5 из 5 звёзд
Марк Пытлик для сайта Pitchfork в своей рецензии оценил альбом на 7,9 баллов из 10 возможных, отметив "как и пластинка прогрессивного джаза, на первый взгляд все это звучит как беспорядочный беспорядок, но послушайте глубже, и отдельные части начнут заявлять о себе, не только по отношению к песням в целом, но и друг к другу. Этот лабиринтный стиль, вместе с обычной палитрой ретро-аналоговых клавиш Джеймса, объединяются, чтобы создать звук, который совершенно sui generis и счастливо не в ногу с подавляющим большинством техно в 2006 году. То, что он может спокойно вернуться с таким сильным материалом, действительно впечатляет"
Джон Берджесс, составляя рецензию на сборник Chosen Lords для The Guardian, оценил альбом на 4 из 5 звёзд, отметив,что "Джеймс, возможно, и не открыл здесь ничего нового — большая часть «Аналорда» напоминает его ранние работы, — но это должно удовлетворить его последователей, пока он не решит снова стать Афексом"
Сайт SputnikMusic оценил сборник на 4 из 5 баллы,что обозначает "отлично", отметив, что "Прелесть музыки Aphex Twin в том, что ею можно наслаждаться где угодно, она подходит как для слушателей в кресле, так и для тусовщиков, жаждущих возвращения Aphex Twin к корням старой школы acid-techno"

## Трек лист
| №                   | Название              | Analord             | Длительность |
| ------------------- | --------------------- | ------------------- | ------------ |
| 1.                  | «Fenix Funk 5»        | Analord 10          | 5:06         |
| 2.                  | «Reunion 2»           | Analord 05          | 5:15         |
| 3.                  | «Pitcard»             | Analord 07          | 6:25         |
| 4.                  | «Crying in Your Face» | Analord 04          | 4:29         |
| 5.                  | «Klopjob»             | Analord 03          | 5:32         |
| 6.                  | «Boxing Day»          | 6:50                |              |
| 7.                  | «Batine Acid»         | Analord 06          | 5:34         |
| 8.                  | «Cilonen»             | Analord 05          | 5:42         |
| 9.                  | «PWSteal.Ldpinch.D»   | Analord 08          | 3:48         |
| 10.                 | «XMD 5a»              | Analord 10          | 7:58         |
| Общая длительность: | Общая длительность:   | Общая длительность: | 56:49        |